# 大藤晋司
大藤 晋司（だいとう しんじ、1967年8月23日 - ）は、テレビ北海道 (TVh) のアナウンサー、報道制作局アナウンス部チーフプロデューサー兼報道部副部長。茨城県高萩市出身。茨城県立水戸第一高等学校卒業。明治大学中退。早稲田大学人間科学部卒業。

## 来歴
大学卒業後、1991年4月に中京テレビにアナウンサーとして入社。同局では、ミニ番組ながら入社2年目にして自身初の冠番組を任されたり、1995年3月からは佐藤啓とともに『ズームイン!!朝!』で東海地区のキャスターを務めたりしていたが、2001年7月1日付で同局スポーツ部へ異動した。
アナウンサーの仕事を捨て切れず、かつてファンだった日本ハムファイターズが北海道へ移転するとの情報と、TVhが将来ファイターズ戦実況アナウンサーを募集するとの情報を得てTVhへの移籍を決意。そして2003年3月31日付で中京テレビを退社し、翌4月1日付でTVhへ移籍した。
TVhへの入社後は、『おばんでスタ!』のキャスターや念願だったファイターズ戦（『TVhファイターズ中継』）の実況などを主に担当。2004年には、地上デジタル放送推進大使北海道地区促進部隊「デジタル宣隊☆アナレンジャー」の隊員に就任した。
同い年であり、アナウンサーとして同年入社した日本テレビの河村亮が2022年5月に急逝した時は、ブログで弔意を綴った。

## 現在の担当番組
- TVh道新ニュース（土曜キャスター）
- けいざいナビHOKKAIDO （「しりたい会社魂」リポーター、2010年4月から2012年3月まではメインキャスター）
- TVhファイターズ中継（実況担当・リポーター）
- その他のスポーツ中継（駅伝・スキージャンプなど）
- スイッチン! （リポーター）

## 過去の担当番組

### 中京テレビ
- ラジごめII金曜日の王様（告知・実況担当）
- 大藤ちゃんネル345 → 大藤ちゃんネル350 （キャスター）
- ズームイン!!朝! （東海地区キャスター）
- ズームイン!!サタデー（東海地区キャスター）
- クスクス（リポーター）
- 劇空間プロ野球（ベンチリポート）
- その他のスポーツ中継（高校サッカーなど）

### テレビ北海道
- おばんでスタ! （キャスター）
- 我が家に地デジがやってきた（2006年6月1日、NHKと民放5社（HBC、STV、HTB、UHB、TVH）共同制作）
- みちゃお
- Do!ろーかる（MC）
- レラカムイLIVE! （実況担当）
- らっぴい通信

## 特別出演
- 超劇場版ケロロ軍曹2 深海のプリンセスであります! （声優出演 シャチ型ナイトメア役）

## 著書
- スポーツ実況を100倍楽しむ方法（2019年3月 北海道新聞社 ISBN 978-4-89453-940-2）